# Невірна (фільм, 2002)
Невірна — трилер 2002 року.

## Сюжет
Едварду і Конні Самнер можна позаздрити: разом із восьмирічним сином, собакою та домоправительницею вони насолоджуються життям в тихому передмісті Нью-Йорка. Але доля в образі молодика, з яким Конні стикається в Сохо, завдає удару по цьому втіленню "американської мрії" і за щасливим, хоча і злегка монотонного існування подружжя. Випадкова зустріч переростає в бурхливий роман, в якому є все - таємниця, спонтанність, краса і небезпека. Коли Едвард дізнається про те, що дружина від нього щось приховує, то починає за нею стежити, вивідуючи болісні подробиці обману. Не витримавши вантажу таємниці, він зустрічається з коханцем Конні, і назбираний в ньому гнів виходить назовні нападом страшної, несподіваною для нього самого люті. Що чекає сім'ю, в якій оселилися обман, почуття провини і страх? Чи є у неї майбутнє?